# Stralsunder Straßennamen/M

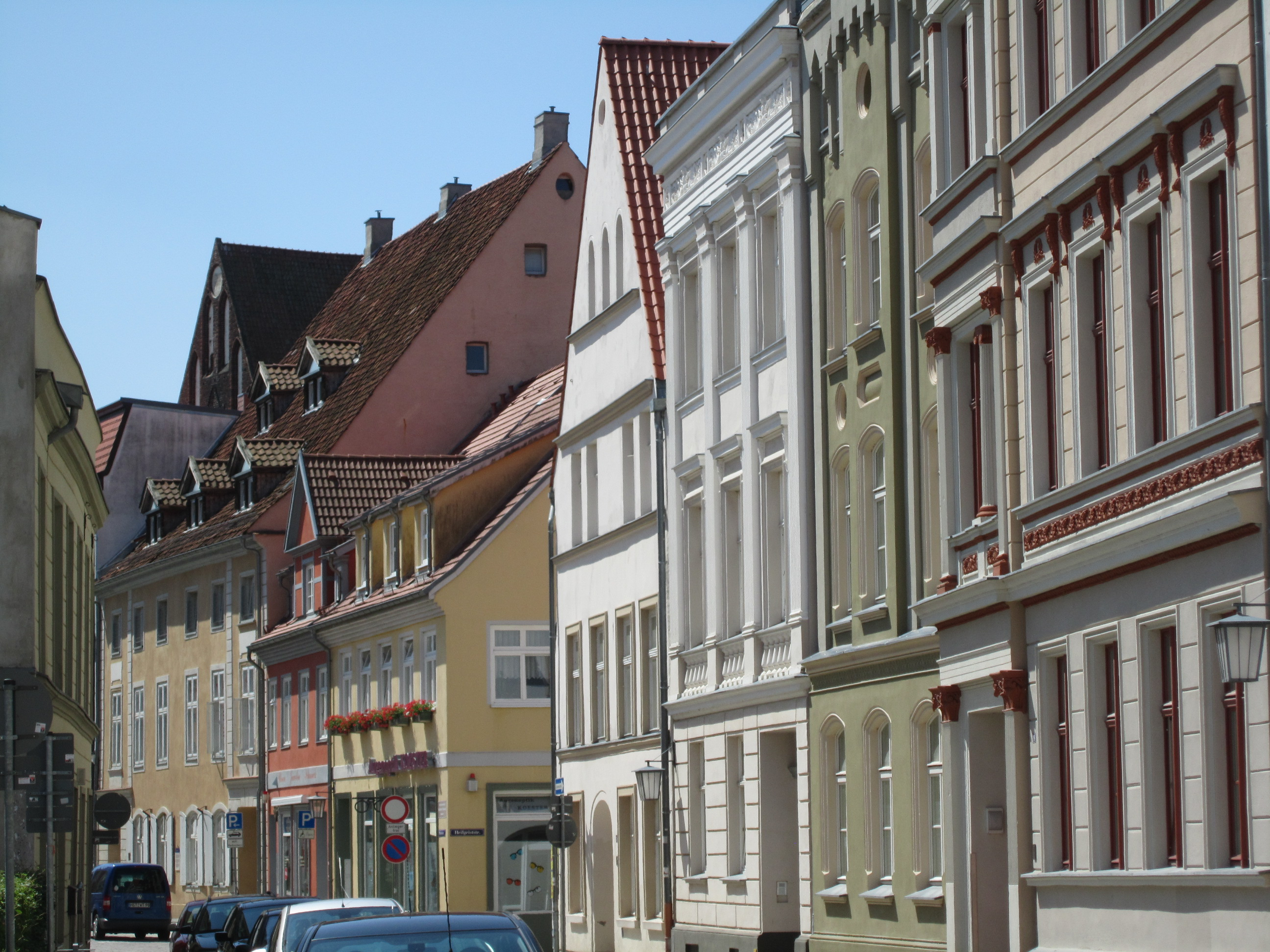
Mönchstraße (Blick Richtung Neuer Markt)

Dies ist ein Verzeichnis der Straßennamen der Hansestadt Stralsund.
Das Verzeichnis nennt den Namen der Straße und (in Klammern) den Ortsteil. Dazu wird eine Erläuterung (Jahr der Benennung, Grund) zum Straßennamen gegeben. Wegen der großen Anzahl an Straßen wurde das Verzeichnis nach den Anfangsbuchstaben der Straßennamen aufgeteilt. Unter „Allgemeines“ finden Sie die Einleitung und Erläuterungen zu den Straßennamen allgemein.
Beispiel: Den Amanda-Weber-Ring finden Sie unter A.
- Majakowskistraße (Knieper / Knieper Nord)

Benannt nach dem russischen Dichter Wladimir Majakowski. Ein direkter Bezug zu Stralsund besteht nicht. In diesem Stadtviertel wurden die Straßen überwiegend nach Dichtern benannt.
- Malmöer Ring (Grünhufe / Grünthal-Viermorgen)

Benannt nach der Stadt Malmö. Das Wohnviertel erhielt nach der politischen und ökonomischen Wende in der DDR überwiegend Namen von Städten, mit denen Stralsund zur Zeit der Hanse eng verbunden war.
- Malvenweg (Tribseer / Tribseer Wiesen)

Benannt nach der Pflanze namens Malve, dieses Stadtviertel ist auf einem ehemaligen Wiesengebiet errichtet.
- Manfred-Kastner-Weg (Tribseer	/ Tribseer Wiesen)

Benannt nach dem Maler und Bildhauer Manfred Kastner (1943–1988). Kastner wirkte u. a. am Stralsunder Meeresmuseum sowie am Stralsunder Theater.
- Mariakronstraße (Tribseer / Tribseer Vorstadt)

Im 19. Jahrhundert wurde hier ein Feldweg angelegt, der wie der obere Teil des heutigen Carl-Heydemann-Rings Mönchenhof hieß. 1897 wurden hier Reihenhäuser errichtet. Im August 1899 erfolgte die Umbenennung in Mariakronstraße, nach dem bis zum Stralsunder Kirchenbrechen dort betriebenen Brigittinnenkloster Mariakron (Marien Krone).
- Marienchorstraße (Altstadt / Altstadt)

Die Marienchorstraße verläuft entlang des Chores der Stralsunder Marienkirche.
- Marienstraße (Altstadt / Altstadt)

Der westliche Teil der heutigen Marienstraße hieß einst Am Roten Meer. Dies verweist auf die Nähe eines Sumpfes (Meer ist laut Deutschem Wörterbuch der Brüder Grimm im Niederdeutschen ein Binnengewässer seichter Beschaffenheit) mit eisenhaltigem Wasser.
- Martin-Andersen-Nexö-Straße (Knieper	/ Kniepervorstadt)

Benannt nach dem dänischen Schriftsteller Martin Andersen Nexø. Ein direkter Bezug zu Stralsund besteht nicht.
- Martinsgarten	(Tribseer / Tribseer Vorstadt)

- Mattenhagen

ehemaliger Straßenname, siehe Papenstraße
- Matthias-Darne-Weg (Knieper / Knieper Nord)

Benannt nach Matthias Darne († 1486). Er war stralsundischer Ratsherr und von 1465 bis zu seinem Tod 1486 Bürgermeister Stralsunds. Er gehörte der sehr einflussreichen Zunft der Gewandschneider an und war ein Enkel Wulfhard Wulflams.
- Mauerstraße (Altstadt	/ Altstadt)

Die Mauerstraße verlief einst entlang der Stadtmauer, noch innerhalb der Stadt. Heute ist an dieser Stelle allerdings von der Stadtmauer nichts mehr erhalten.
- Maxim-Gorki-Straße (Knieper / Knieper West)

Benannt nach dem russischen Schriftsteller Maxim Gorki. Ein direkter Bezug zu Stralsund besteht nicht. In diesem Stadtviertel wurden die Straßen überwiegend nach Schriftstellern benannt.
- Melissenweg (Tribseer / Tribseer Wiesen)

Benannt nach der Pflanze Melisse, dieses Stadtviertel ist auf einem ehemaligen Wiesengebiet errichtet.
- Mistelweg (Tribseer / Tribseer Wiesen)

Benannt nach der Pflanze Mistel, dieses Stadtviertel ist auf einem ehemaligen Wiesengebiet errichtet.
- Mönchenhof

ehemaliger Straßennamen, siehe Mariakronstraße und Carl-Heydemann-Ring.
- Mönchstraße (Altstadt / Altstadt)

Die Mönchstraße führt vom Knieperwall bis zum Neuen Markt. Sie wird 1300 erstmals erwähnt. Der Name resultiert aus der Nähe des Dominikanerklosters St. Katharinen, welches 1251 hier errichtet wurde. Bis zur Reform der Straßennamen 1869 war auch die Mönchstraße unterteilt in Abschnitte. Der Abschnitt zwischen Knieperwall und heutiger Schillstraße hieß Am Hospitaler Tor, was auf ein Stadttor hindeutet, welches in der zweiten Hälfte des 19. Jahrhunderts abgerissen wurde. Im Mittelalter existierte von diesem Tor aus ein Damm über den Knieperteich zum Hospital St. Jürgen am Strande. Zwischen Schill- und Mühlenstraße nannte man Am Ramsberg, wobei der Name recht deftig auf die hier ansässigen Huren verweist. Hier befindet sich übrigens der höchste Punkt der Altstadt, 10,7 Meter über dem Meeresspiegel. Der Abschnitt zwischen Mühlenstraße und Ravensberger Straße wurde Veghevur (Fegefeuer) genannt, was auf einen hier aufgebauten Stein hinwies, auf dem Straftäter zur Schau gestellt wurden. Zwischen Ravensberger- und Heilgeiststraße war auch schon früher die Mönchstraße. Anschließend, bis zur Böttcherstraße, wurde der Abschnitt Auf dem Hüx (Hügel) genannt; auf dem namensgebenden Hügel wurde eine Ehrenpforte zur Begrüßung hoher Gäste errichtet. Den Abschluss bis zum Neuen Markt bildete die Haakstrate. Haaken oder auch Höker waren Kaufleute, die minderwertige Ware anboten (siehe auch Apollonienmarkt).
- Mozartstraße (Knieper	/ Knieper Nord)

Benannt nach dem Komponisten Wolfgang Amadeus Mozart. Ein Bezug zu Stralsund besteht nicht. Dieses Stadtviertel wird auch Musikerviertel genannt, da die Straßen der in den 1960er Jahren entstandenen Wohnblocks überwiegend nach Musikern benannt worden sind.
- Mühlenstraße (Altstadt / Altstadt)

Im Mittelalter standen in diesem Bereich etliche Mühlen, in denen das Korn für die Versorgung der Stralsunder Bevölkerung sowie auch für den Handel gemahlen wurde.
- Mühlgrabenstraße (Grünhufe / Vogelsang)

- Müller-Grählert-Straße (Knieper / Knieper Nord bzw. Kniepervorstadt)

Benannt nach der Dichterin Martha Müller-Grählert; ihr wohl bekanntestes Werk ist das Lied Mine Heimat (Wo die Ostseewellen trecken an den Strand).